# اسکای‌تاکسی

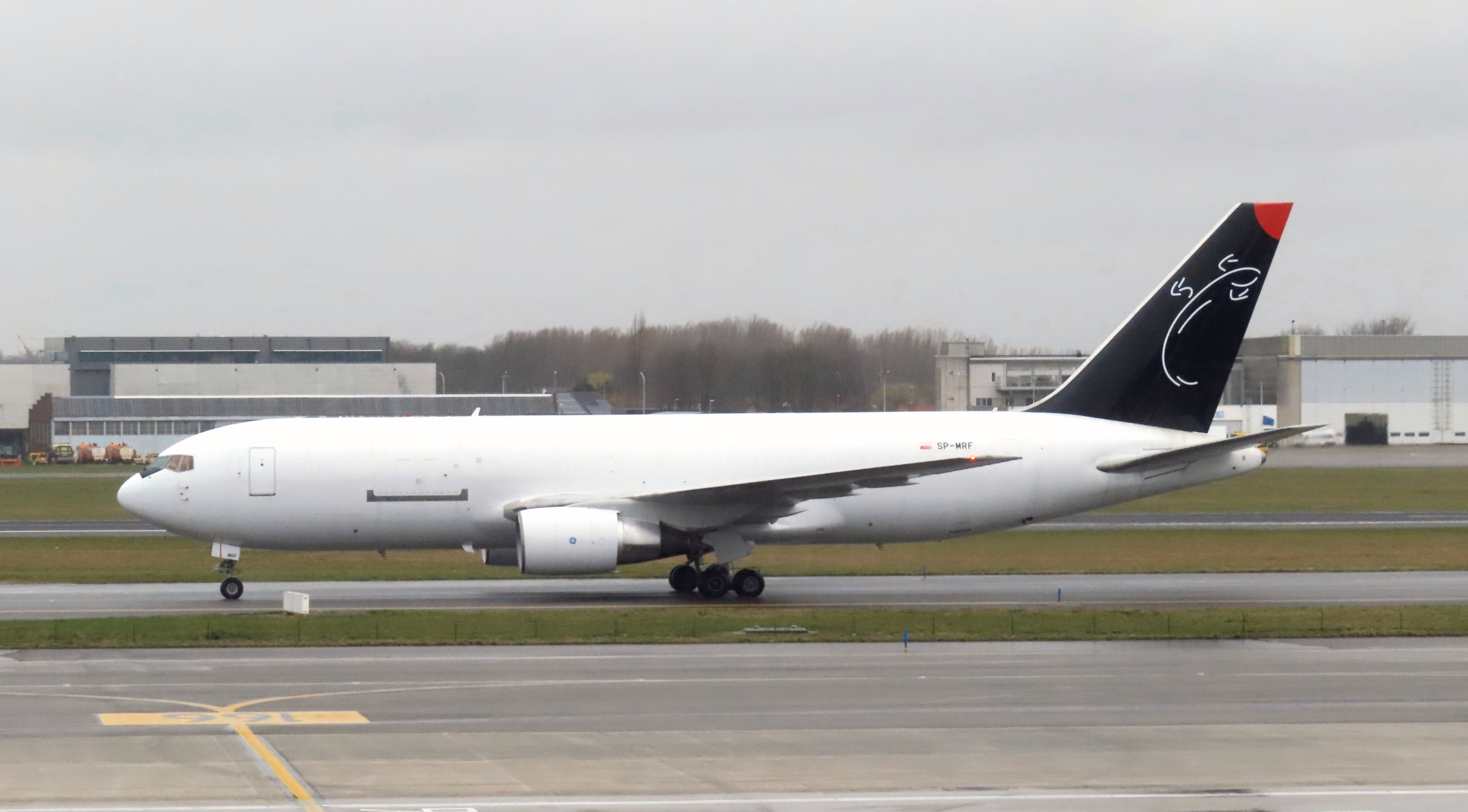
نمایی از بوئینگ ۷۶۷ شرکت اسکای‌تاکسی

اسکای‌تاکسی (به انگلیسی: Skytaxi) یک شرکت هواپیمایی با کد یاتا TE است که در ۲۰۰۰ میلادی تأسیس شده‌است. دفتر مرکزی اسکای‌تاکسی در وروتسواف، لهستان واقع شده‌است و قطب این شرکت هواپیمایی در فرودگاه وروتسواف کوپرنیکوس قرار دارد.